# Ramal F19 del Ferrocarril Belgrano
El Ramal F19 pertenecía al Ferrocarril General Belgrano, Argentina.

## Ubicación
Se hallaba en la provincia del Chaco y atravesaba los departamentos Libertad, General Donovan, Sargento Cabral, departamento Libertador General San Martín.

## Características
Era un ramal de la red de vía estrecha del Ferrocarril General Belgrano, cuya extensión era de 112 km entre sus cabeceras General Obligado y Laguna Limpia. El ramal fue construido por el Ferrocarril Provincial de Santa Fe en carácter de un ramal industrial. Fue clausurado y levantado mediante Decreto Nacional 547/77 el 2 de marzo de 1977
Sus vías y durmientes se encuentran abandonadas y en ruinas. Sólo se encuentra activa la estación General Obligado para los servicios de pasajeros entre la ciudad capital Resistencia y Los Amores en Santa Fe, a cargo de la empresa estatal Trenes Argentinos Operaciones.